# Francisco Javier Ayala Ortega
Francisco Javier Ayala Ortega (Córdoba, 28 de septiembre de 1972) es un político español del Partido Socialista Obrero Español, alcalde de Fuenlabrada desde febrero de 2018.

## Reseña biográfica
Licenciado en Derecho. Completó su formación con el Programa de Liderazgo para la gestión Pública del IESE Business School.
Muy vinculado con el movimiento europeísta, es presidente en España de la Asociación Espacio Europa XXI. Además, fue director técnico del Consejo Federal de Movimiento Europeo. Cuenta con gran experiencia en el ámbito de la gestión pública, ya que, en los últimos años, ha ocupado diversos cargos de responsabilidad en el Ayuntamiento de Fuenlabrada. Entre 2015 y 2018 ha desempeñado los cargos de primer teniente de alcalde y concejal de Presidencia, Participación Ciudadana, Comunicación y Atención Ciudadana, así como portavoz del Grupo Municipal Socialista. Además, fue concejal de Urbanismo, Infraestructuras, Industria y Patrimonio entre 2007 y 2015, y responsable de Obras Públicas y Mantenimiento Urbano entre 2002 y 2007. Asimismo, ha sido presidente de Consejos de Barrio y Juntas Municipales de Distrito entre los años 1994 y 2004.
Es alcalde de Fuenlabrada desde el 2 de febrero de 2018. En las elecciones municipales del 26 de mayo de 2019, la candidatura del PSOE que encabezó obtuvo una mayoría absoluta de 16 concejales con el 55,5 % de los votos, siendo el tercer alcalde más votado de España entre municipios de más de 100 000 habitantes y el segundo de la Comunidad de Madrid entre los municipios de más de 150 000 habitantes.[cita requerida]
En enero de 2020 fue nombrado Presidente de la Comisión de Relaciones Internacionales de la FEMP.
En las elecciones municipales del 28 de mayo de 2023, es reelegido alcalde de Fuenlabrada, su candidatura consigue el 54.35 % de los votos, alcanzando la mayoría absoluta para el PSOE con 16 concejales. Siendo el cuarto alcalde más votado de España entre municipios de más de 100.000 habitantes. 
En septiembre de 2023 es designado como portavoz del Grupo Socialista en la FEMP. 
En el marco del 41 Congreso del PSOE celebrado en Sevilla el 1 de diciembre de 2024, es nombrado Secretario de Ciudades y Áreas Metropolitanas CEF PSOE.
En el Comité Federal del PSOE celebrado el 5 de julio de 2025, cesa como Secretario de Ciudades y Área Metropolitanas CEF PSOE y es nombrado Secretario de Turismo CEF PSOE.

## Trayectoria política
- Secretario de Política Institucional del PSOE de Fuenlabrada (del 16 de octubre de 2004 al 23 de noviembre de 2017)
- Vicesecretario General del PSOE de Fuenlabrada (desde el 23 de noviembre de 2017 al 30 de enero de 2022)
- Miembro de la ejecutiva regional del PSOE-M (de julio de 2015 a septiembre de 2017)
- Alcalde de Fuenlabrada (desde el 2 de febrero de 2018)
- Presidente de la Comisión de Relaciones Internacionales de la FEMP (desde enero de 2020 hasta septiembre de 2023)
- Portavoz del Grupo Socialista de la FEMP (desde septiembre de 2023)
- Miembro de la Junta de Gobierno de la FEMP (desde septiembre de 2023)
- Secretario de Ciudades y Áreas Metropolitanas del PSOE (desde el 1 de diciembre de 2024 hasta el 5 de julio de 2025).
- Secretario de Turismo del PSOE (desde el 5 de julio de 2025).